# حوض غسيل الملابس
حوض غسيل الملابس (Laundry Tub) أحد الأجهزة الصحية التي تركب في غرفة غسيل الملابس، ووظيفتها هي نقع الملابس أو تنظيفها من المواد الصلبة قبل غسلها في الغسالات الآلية إذا كان من حاجة لذلك.

## مواد الصنع
تصنع من واحدة من المواد التالية:
- الحديد الزهر المطلي بالصيني
- الستانلس ستيل
- حجر الألبرين

## التوصيلات الصحية
- أن لا تقل ماسورة المياه الباردة المغذية لحوض غسيل الملابس عن 15 ملم.
- أن لا تقل ماسورة المياه الساخنة المغذية لحوض غسيل الملابس عن 15 ملم.
- أن لا يقل قطر ماسورة الصرف الصحي الموصولة بجرن غسيل الملابس عن 3 بوصة على الأقل.

## تركيبها
تُركب مباشرة على الأرض وتثبت من خلال 4 قوائم معدنية، وبعض أحواض غسيلا املابس تكون مزروة بظهر (BACK SPLASH).